# انکی (خدای سومری)
اِنْکی (سومری: 𒀭𒂗𒆠) (به انگلیسی: Enki) خدای سومری آب، دانش (gestú)، حیله‌گری، صنعت‌گری (gašam) و آفرینش (nudimmud)، و یکی از آنوناکیان است.
پس از آن، در دین اکدی (آشوری-بابِلی) به ائا مشهور گشت (سایر شیوه‌ها: اِآ یا ئه آ؛ یا آاِ).
در حدود هزارهٔ دوم پیشا دوران مشترک، در برخی از متن‌ها با اندیشه‌نگاشت عددی «۴۰» (که گاهی به آن «عدد مقدس» او گفته‌اند) به او اشاره شده‌است.
سیارهٔ عطارد که به نبو (بابلی) پسر مردوک منسوب گشت، در سومر به انکی نسبت داده می‌شد.
او در اصل خدای حامی شهر اریدو بود، اما به مرور زمان در سایر فرهنگ‌های بین‌النهرین باستان و در میان کنعانیان و هیتی‌ها و هوری‌ها نیز نفوذ کرد.
ئه آ به معنای کسی است که خانه اش بر روی آب بنا شده.
در حماسهٔ گیلگمش، ئه آ به گیلگمش دانایی بسیار می‌بخشد.

## اساطیر

### آفرینش

#### آداپا
آداپا یکی از «هفت فرزانه» است که ائا برای متمدن کردن بشریت فرستاده است. در سرآغاز و سطرهای پایانی حماسه گیلگمش به این «هفت فرزانه» اشاره شده است. او از دریا سر برآورده (ماهی-مرد) و به شهر اریدو فرستاده شده است. با این رویداد حکومت، جامعه و کار به انسان‌ها تحمیل شد. داستان آداپا بیانگر حسن‌نیت و بدخواهی خدایان نسبت به انسان است. آداپا کاملترین انسان فانی بود، محبوب ائا و نگاهدار آیین او با پشتکاری چشمگیر بود. هنگامی که در یک روز آرام، بادی سرگردان قایق او را واژگون کرد، باد را نفرین کرد و آن را از کار انداخت. زمانی که غیبت باد در آسمان احساس شد، آداپا به نزد آنو فراخوانده شد تا گزارش دهد. ائا آداپا را از پذیرفتن غذا یا آب در آسمان بازداشته است، گرچه او اجازه دارد از سایر مهمان‌‌نوازی‌ها استفاده برد. هنگامی که آداپا غذا و آب را نمی‌پذیرد، غذا و آبی که او را تبدیل به یک خدا و از خدمت ائا رها می‌کرده است، آنو متوجه زیرکی ائا و نادانی فرزانه‌اش می‌گردد و فانی مغبون را به خانه برمی‌گرداند.

#### انوما الیش (آفرینش گیتی و انسان)

##### پیشینه و تفسیر

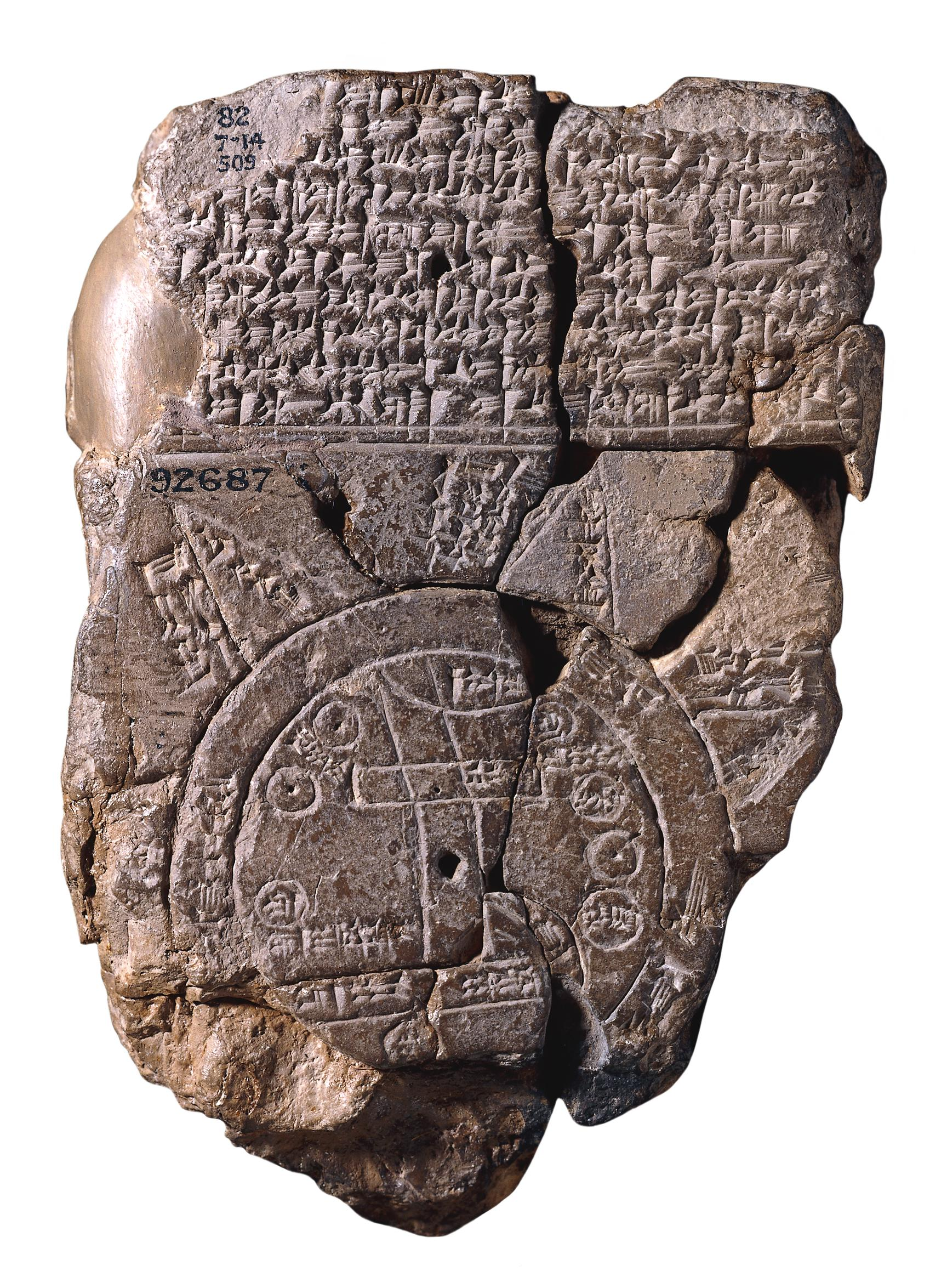
لوح «نقشه جهان» بابلی (قرن ششم پیشا دوران مشترک)، بابل را در مرکز نشان می‌دهد؛ موزه بریتانیا.

«حماسه آفرینش» در ستایش خدای بابلی مردوک است، برترین خدا که سایر خدایان را از حمله تیامات در امان نگاه داشته است. شعر درباره دوباره سازمان دادن به کائنات است، بابل در مرکز آن قرار دارد و در این میان انسان نیز خلق می‌شود تا خدایان را تامین کنند. این شعر نباید «تنها» داستان آفرینش در بین‌النهرین محسوب شود بلکه باید در نظر داشت توسط شاعری سروده شده که بابل را مرکز کائنات و مردوک را در راس خدایان می‌دانست. در همان زمان، در برخی از نسخه‌های آشوری، آشور جایگزین مردوک می‌شود. شعر را می‌توان سند ناسیونالیسم بابلی دانست که احتمالا محصول زمان نبوکدنصر یکم است، گرچه مدرک محکمی برای زمان سروده شدن آن وجود ندارد. با قضاوت کردن از روی زبان و محتوای آن، زمان حماسه اواخر هزاره دوم پیشا دوران مشترک تخمین زده می‌شود.
برخی از پژوهشگران امروزی، آن را توجیه‌کننده لزوم قدرت مطلقه در تمدن بابل دانسته‌اند. بنا بر دیدگاه این گروه، این حماسه نمایانگر تحول قدرت سیاسی از جمعی که در سیاست‌گذاری برابر هستند به سلطنت مطلقه‌ای است که سیاست‌ها را اعلام می‌کند. بنا بر دیدگاه این گروه، متن استعاره‌ای از تکامل نظامات سیاسی بین‌النهرین از مجمعی شکل‌گرفته از بزرگان به پادشاهی مطلق است که جواز الهی را در مقیاسی منطقه‌ای یا بین‌المللی دارا است. کاتالیزور این تغییر، تهدید قدرت خارجی نمایش داده می‌شود که نیازمند رهبری مصمم در جنگ است. رهبر، برای پذیرفتن رهبری، خواستار فرمانبری مطلق است، حتی وقتی که تهدید جنگ از میان رفته است.
خدایان با رضایت قدرت خود را تسلیم می‌کنند تا امنیت و ابقا همیشگی را به دست آورند. برای ابقای خدایان، بشریت آفریده می‌شود. روح شورشگر انسان که در «داستان طوفان» (آترام-هاسیس) دیده می‌شود، در اینجا جایگاهی ندارد. برترین نیکی برای انسان این است که جایگاه خود را نظم الهی کائنات بیابد و دریابد.
شعر پیچیدگی‌های بسیاری دارد و مشکلات مفهومی و واژگانی زیادی در آن وجود دارد. هنوز خیلی از عبارت‌ها و واژگان مبهم هستند. اینگونه به نظر می‌رسد که اثر تنها یک شاعر باشد. هرچند طبیعتا در سنت نسخه‌ها گوناگونی دیده می‌شود، اما دلیلی وجود ندارد که محتوای بنیادی آن را دستخوش تغییر در نسل‌های مختلف بدانیم؛ همانگونه نیز نباید آن را مهمتر از آنچه شایسته است، تصور کنیم. در نیمه اول هزاره اول پیشا دوران مشترک، متنی بسیار مورد احترام بوده است؛ رونوشت‌های زیادی از آن در آشور و بابل پیدا شده است و در لوح VII نامهای 
گوناگون مردوک ذکر شده است. در منابع متاخر، در جشن سال نوی بابلی متنی مناسکی می‌گردد. در سایر متن‌های مربوط به مردوک به آن ارجاع یا از آن نقل قول می‌شده است.
شعر با مفاهیم نام‌گذاری آغاز می‌‌‌گردد و پایان می‌یابد. شاعر به روشنی نام‌گذاری را هم کنشی برای خلق کردن و هم توصیفی برای چیزی که خلق شده است، در نظر می‌گیرد. از نظر شاعر، نام، اگر به درستی درک شود، اهمیت آنچه را خلق شده است روشن می‌کند. تحلیل مفهومی و آواشناسانه نام‌ها به درک آنچه اسم‌گذاری شده است، می‌انجامد. برای این شاعر، نام‌ها متنی هستند که باید توسط مطلعان خوانده شوند و همان رابطه صمیمی و آشکاری را با آنچه بر آن گذاشته شده‌اند داشته باشند که این متن با رویدادهایی دارد که آنان را روایت می‌کند. در پاراگراف پایانی، شعر سنگ بنای آفرینش قلمداد می‌شود زیرا که حامل اهمیت خلقت برای بشریت بوده است.
در نظم «حماسه آفرینش» روش‌های گوناگون شاعرانه به کار رفته است. در چهار لوح نخست، تضادی مابین گفتار و کنش نشان داده می‌شود که در آن، گفتار نماینده نظم قدیمی خدایان است و به طول و تکرار می‌تواند کشانده شود. یکی از نشان‌های تکرار دایره‌وار در لوح III است که در آن گفتار در گفتار در گفتار قرار دارد. در ادبیات اکدی اگرچه تکرار وجود دارد اما چنین موردی کمتر دیده شده است (البته با «آنزو، پرنده‌ای که سرنوشت را ربود» مقایسه شود). در مقابل، گفتار و کنشی که در نظم جدید خدایان تحت سلطه مردوک دیده می‌شود، با شتاب و با کمترین تکرار روایت شده است. بخش آخر شعر، گفتاری ادامه‌دار است که پنجاه نام مردوک را برمی‌شمارد و می‌ستاید.

##### متن

###### لوح I
پیش از آنکه وجودی باشد، اقیانوس مادر، [تیامات] و آب تازه(؟) [آپسو] در هم می‌آمیزند تا نخستین رده از خدایان نر و ماده را به وجود آورند. اولاد آنها با رفتار ناهنجار خود تیامات و آپسو را ناآرام می‌کنند. گرچه تیامات تحمل می‌کند اما آپسو می‌خواهد فرزندان خود را از میان بردارد. مشاور پدر، به او ضرورت کار را یادآوری می‌کند. اهداف آپسو توسط ائا نقش بر آب می‌شود. ائا، آپسو را می‌کشد و مشاورش را در بند می‌کند. ائا خانه خود را در آپسو برپا می‌کند، قلمرو پر آبِ پدر بسیار کهنِ کشته‌شده، و با زنش در آنجا زندگی می‌کند.
زمانی که آسمان نامی نداشت، و جهان زیرین نیز نامی بر خود نداشت، آپسوی ازلی، جدشان، و تیامات که همگی را در خود حمل می‌کرد، آب‌هایشان را در هم آمیختند، و هیچ چیز آب‌ها را نه جدا می‌کرد و نه می‌پوشاند. زمانی که هنوز خدایان هیچ‌یک وجود نداشتند، هیچ نامی نداشتند و هیچ سرنوشتی مقدر نگشته بود، در آن زمان خدایان در این دو به وجود آمدند. لاهمو و لاهامو پدید آمدند و نام بر آنها گذارده شد. زمانی که رشد کردند و قامت افراشتند، آنشار و کیشار پدید آمدند و هر سال بیشتر قامت برافراشتند. آنو نخست‌زاده، چون دو نیای خود بود. آنشار، فرزندش آنو را همتای خود گرفت. سپس آنو، نودیمود (نام دیگر ائا) چون تصویری از خود ایجاد کرد. نودیمود، سخت خردمند بود و بسیار قوی و زیرک در احساس، بسیار فراتر از جد خود آنشار، هیچ همتایی در میان خدایان نداشت. با جنبش خود تیامات را آشفته کردند.
اندام تیامات را آشفته کردند، با هنگامه خویش «منزلگاه الهی» را پریشان کردند. آپسو نتوانست از هیاهوی آنها بکاهد، تیامات اما در پیش آنها آرام بود. کردارشان برایش کریه بود، رفتارشان توهین‌آمیز، اما تیامات بخشنده بود. آپسو، به‌وجودآور خدایان وزیر خود مومو را فراخواند و هر دو به نزد تیامات رفتند. درباره فرزندان خود، خدایان، مشورت کردند. آپسو به صدای بلند به تیامات گفت که از هیاهوی آنها در روز آرام و شب خواب آرام ندارد. باید رفتار آنها پایان یابد. تیامات خشمگین می‌شود و بر همسرش فریاد می‌زند که آیا بر آنچه خود پدید آوردیم پایان نهیم؟ اما وزیر، مومو، آپسو را در کارش تشویق می‌کند. آپسو شادمان می‌گردد و دست در گردن وی می‌اندازد.
خدایان در همان حال جنبش، موضوع را دریافتند، شگفت‌زده گشتند و آرام گرفتند. ائا از همه آگاه بود، حیله و تدبیر کرد، جادو کرد و آپسو را به خوابی عمیق فرو برد، مومو را در خواب کرد، کمربندش را باز کرد، تاجش را برداشت، هاله‌اش را برگرفت و خود بر سر نهاد.  آپسو را بست و او را کشت. مومو را در بند کرد. منزلگاه خویش بر آپسو بنا نهاد. پس از پیروزی ائا بر دشمنانش در آرامش عمیق آسود. ائا و زنش دامکینا، با شکوه در آنجا زندگی کردند.
مردوک پدید می‌آید. ائا او را به‌وجود می‌آورد. مردوک از همان ابتدا قهرمان است. آنو، پدربزرگش از دیدن او شادمان است. او در همه چیز از خدایان دیگر برتر است. آنو چهار باد را پدید می‌آورد و به مردوک می‌دهد تا با آنان بازی کند. بادها طوفان می‌گردند و تیامات را آشفته می‌کنند.
خدایان خشمگین، تیامات را به اقدام فرا می‌خوانند و خواستار نابودی دشمنان آپسو و مومو می‌شوند. تیامات لشکری از هیولا، مار، اژدها، عقرب‌مرد و ... فراهم می‌آورد. کینگو را برتر از همه قرار می‌دهد، به همسری برمی‌گزیند و لوح سرنوشت را به او می‌دهد.

###### لوح II
ائا از آماده‌سازی‌های تیامات آگاه می‌گردد و با ناامیدی کامل به نزد آنشار (پادشاه خدایان) می‌رود. عبارت‌های مربوط به لوح I، کلمه‌به‌کلمه تکرار شده‌اند. آنشار را هراس فرا می‌گیرد و ائا را برای آنچه روی داده است، سرزنش می‌کند. از آن رو که ائا مشکل را به وجود آورده است، باید خود برایش راه حلی پیدا کند. این با برنامه ائا برای پسرش، خوش می‌نشیند.
تیامات مخلوقات خود را گرد هم می‌آورد، آماده نبرد با با سایر خدایان می‌شود. او جایگزین آپسوی بدکردار شده است. او ائا را از آمادگی برای نبرد خبر می‌کند. ائا را هراس فرا می‌گیرد. پس از آرامش یافتن به نزد آنشار می‌رود و ماجرا را با جزئیات برایش شرح می‌دهد.
آنشار ائا را سرزنش می‌کند و او از لزوم کشتن آپسو می‌گوید. آنشار به ائا فرمان می‌دهد تا تیامات را آرام کند اما ائا ناتوان از این کار است. آنشار آنو را می‌فرستد، او نیز از آرام کردن تیامات ناتوان است. ائا این وضعیت را پیش‌بینی کرده بود. شرایط برای آنکه مردوک جانشین او شود و خواسته اصلی خود را مطرح کند، مهیا می‌شود.
ائا مردوک را به خلوت فرا می‌خواند و می‌گوید زمان او فرا رسیده است. او را سفارش می‌کند تا خود را شکلی موجه همچون داوطلبی برای حل بحران مطرح کند. ائا به‌طور مشخص چیزی درباره بهایی که مردوک برای این کار بطلبد نمی‌گوید. خدایان مردوک را به گرمی استقبال می‌کنند و خواسته او را مشتاقانه می‌پذیرند. اگر قرار است مردوک خدایان را از این وضعیت رهایی دهد، باید برای همیشه رهبر اعلی و بی‌چون و چرای خدایان باشد.

###### لوح III
آنشار خدایان را فرا می‌خواند. وزیرش، کاگا، را به نزد لاهمو و لاهامو گسیل می‌دارد تا از تهدید تیامات و پیشنهاد مردوک آنها را خبر کند. لاهمو و لاهامو ترسیده‌اند. آنها و سایر خدایان گرد هم می‌آیند، بی‌پروا می‌خورند و میگساری می‌کنند. روحیه سرخوشی در جمع می‌یابند و قدرت خود را مردوک تسلیم می‌کنند.

###### لوح IV
مردوک بر تخت می‌نشیند و همه خدایان در مراسم تاج‌گذاری از او استقبال می‌کنند. پادشاه خوانده می‌شود و تجملات شاهی به او عرضه می‌شود. سلاح برمی‌گزیند و جستجوی خود را آغاز می‌کند.
مردوک به صحنه نبرد نزدیک می‌شود، خدایان در اطرافش منتظرند. تیامات به مردوک می‌گوید که نیروهایش به او وفادار نیستند. مردوک کینگو را به هیچ می‌گیرد و خود تیامات را به نبرد تن به تن فرا می‌خواند و او را متهم به نیت کشتن فرزندان خود می‌کند.  تیامات را خشم فرا می‌گیرد و خود به صحنه نبرد می‌رود. مردوک او را می‌کشد و نیروهایش را نیز نابود می‌کند. لوح سرنوشت را به دست می‌آورد و بر خود می‌آویزد.
مردوک تور خود فرا می‌گسترد، باد را به سوی تیامات می‌فرستد. تیامات دهان باز می‌کند تا آن را ببلعد اما باد او را پر می‌کند و ناتوان از بستن لبهای خود می‌شود. باد شکمش را پر می‌کند، دهانش باز می‌ماند. مردوک تیری را از دهانش به درون می‌اندازد. تیر به قلب تیامات می‌خورد و زندگی‌اش پایان می‌یابد.  نیروهایش به هر سو گریزان می‌شوند.
مردوک جسد تیامات را به دو نیم می‌کند، نیمی از آن را برای آفرینش آسمان‌ها به کار می‌برد. خون بر باد او نماد کشته شدنش می‌شود. مردوک اِشارا (جایگاهی در آسمان) را همچون همتایی برای آپسو می‌سازد.

###### لوح V
مردوک ستارگان و سیارات را سازمان می‌دهد و گذر سالها را رقم می‌زند. او سیاره خود (نبیرو) را ایجاد می‌کند تار سرمشق سایر سیارات باشد. ماه، خورشید، هوا و آب‌های زیرزمینی را نظم می‌دهد. بخش‌های گوناگون کائنات را به هم پیوند می‌دهد.
مردوک غنائم را تقسیم می‌کند، دشمنان شکست‌ خورده خود را رژه وامی‌دارد و خود همچون یک قهرمان استقبال می‌شود.  مردوک خود را پاکیزه می‌کند و بر خود نشان می‌آویزد. خدایان سوگند وفاداری می‌خورند و مردوک حمایت از آنها را بر عهده می‌گیرد.
مردوک بابل را همچون همتای خاکی اِشارا (جایگاه خدایان در آسمان) ایجاد می‌کند. خدایان در اقامت موقتی خود می‌توانند در آن بیاسایند.

###### لوح VI
به خدایان شورشی عفو عمومی داده می‌شود، اگر رهبر خود را تحویل دهند. آنها کینگو را تحویل می‌دهند و مدعی می‌شوند او آغازگر جنگ بوده است. او قربانی می‌شود و از خونش برای آفرینش انسان استفاده می‌شود (مقایسه با لوح I «داستان طوفان»). 

مردوک با ائا گفتگو می‌کند. می‌خواهد برای کم کردن رنج خدایان، انسان را بیافریند.
مردوک خدایان آسمان و جهان زیرین را تعیین می‌کند. خدایان اساگیلا (معبد مردوک در بابل) را بنا می‌کنند.
خدایان در معبد جدید برای جشن گرفتن گرد هم می‌آیند. پس از جشن، به جایگاه تعیین‌ شده خود می‌روند.
کمان مردوک تبدیل به صورت فلکی می‌گردد.
مردوک برترین خدای می‌شود. آنشار به او نام دومی (آسالوهی) می‌دهد. آنشار جایگاه مردوک را در میان خدایان و انسانها تشریح می‌کند که دومین نام او برایش به ارمغان آورده است.
تشریح پنجاه نام مردوک آغاز می‌شود. نامهای ۱ تا ۹ تا این نقطه از روایت بر او گذاشته شده‌اند و هر یک نشانگر یکی از رویدادهای هستند.

###### لوح VII
این لوح در بر گیرنده سایر نامهای مردوک است. نامها گروهبندی می‌شوند.

#### آترام-هاسیس (آفرینش انسان)
بنا بر اساطیر، پیش از آفرینش انسان شهرهای بین‌النهرین سفلی، توسط تنها ساکنانش، خدایان، پر شده بود و آنها باید با کارِ خود، خوراک و پوشاک را فراهم می‌کردند. تحت نظارت انلیل، سرور زمین، خدایان خُرد خوراک خدایان را کشت و برداشت می‌کردند، زمین را شخم می‌زدند و طاقت‌فرساتر از همه آنکه زمین را برای ایجاد رود و راه‌آب می‌شکافتند تا زمین را آبیاری کنند. حتی رودهای دجله و فرات در اثر کار آنها بود. در نهایت، کار بیش از حد توانشان شد و سر به شورش گذاشتند. انکی نخستین تکنولوژی را طراحی کرد تا جایگزین نیروی کاری از گِل ایجاد شود و سپس راهی برای این موجود تازه گذاشت تا خود را تکثیر کند. انسانهای نخستین از رحم «ایزدبانو مادر» به دنیا می‌آیند و سرنوشت نصیبشان می‌شود «برای بدوش گرفتن یوغ، کاری که انلیل بر آنها تحمیل کرده و برای حمل کردن سبد خاک خدایان».
گِلی را که ائا به عنوان ماده خام آفرینش انسان به ایزدبانو مادر می‌دهد، با آمیخته شدن با خون یک خدا جاندار می‌شود. «بگذار یک خدا کشته شود / و خدایان بدین سان پاک گردند. / با گوشت او و با خون او / بگذار «بانوی خدایان» با گل بیامیزد، / تا خدا و انسان / با یکدیگر در گل آمیخته باشند. / در زمان آینده شنیده شود تپش‌های قلبش، / از گوشت یک خدا بگذار روح ایجاد گردد.»

### طوفان
در شعر آترام-هاسیس چنین آمده است که سه بار، هر بار با فاصله ۱٬۲۰۰ سال، انلیل از هیاهوی بی‌امان آفرینش جدید (انسان) به ستوه می‌آید که اسباب بیداری وی در خوابگاهش هستند. هر بار تصمیم می‌گیرد جمعیت بشر را کم کند؛ نخست با طاعون، سپس با خشکسالی و در نهایت با قحطی. هر بار در ابتدا موفق می‌شود و جمعیت بشر به میزان زیادی کم می‌شود. اما هر بار ائا راه رهایی انسان را به آترام-هاسیس (نام دیگر اوتنپیشتی) می‌گوید، او پادشاه شهر شوروپاک است. در پایان انلیلِ خشمگین راه حل نهایی را برمی‌گزیند، همه خدایان، از جمله ائا، سوگند می‌خورند که رازدار بمانند: او «طوفان» را نازل خواهد کرد تا بشریت یکسره نابود شود. اما ائا با ترفند، پیشاپیش به آترام-هاسیس خبر می‌دهد و او کشتی می‌سازد تا به قلمرو ائا («اقیانوس پایین») برود.
طوفان فرو کش می‌کند و کشتی بر قله کوهی بلند می‌نشیند. بوی خوش پیشکش آترام-هاسیس، به آسمان می‌رود و همه خدایان به غذا هجوم می‌آورند. انلیل به خاطر شکست برنامه‌اش به خدایان شکایت می‌کند و انگشت اتهام به سمت ائا  نشانه می‌رود. ائای همیشه خردمند، با آشکارسازی غیر عاقلانه بودن «طوفان» پاسخ می‌دهد. اقتباس داستان در حماسه گیلگمش چنین ادامه پیدا می‌کند که ائا از خدایان می‌پرسد با بازمانده طوفان چه کنند. انلیل به اوتنپیشتی و زنش زندگی «همچون خدایان» - برای همیشه زندگی خواهند کرد - می‌بخشد و آنها را به انتهای جهان می‌فرستد. در شعر آترام-هاسیس، کاری بزرگتر انجام می‌شود. مشکل سر و صدای بشر چاره نشده است. راه حل ائا نقطه اوج شعر است. او به «الهه مادر» می‌گوید تا انسان را به شکلی جزئی تغییر دهد و دوباره طراحی‌اش کند تا بشریت دیگر نتواند مانند گذشته زاد و ولد کند. زنان هم عقیم خواهند بود و هم بارور. مرده‌زایی و مرگ در سنین کودکی، آغاز می‌گردند. گروهی از زنان، برای مذهب باید پاکدامن باشند (مانند راهبه‌ها). به این شیوه، بچه‌های کمتری نطفه می‌بندند، همه‌شان زنده متولد نمی‌شوند و همگی‌شان به سن بلوغ نمی‌رسند. اما بزرگترین تغییر (که بیشترین تاثیر را بر تعداد انسان‌ها خواهد داشت) آن است که خدایان برای طول عمر انسان، پایانی قرار می‌دهند. این موضوع هنوز در خود متن به دست نیامده است (افتادگی بسیار وجود دارد) ولی می‌توان آن را نتیجه گرفت.
اتفاقی که افتاده است باید چنین باشد که انکی به «الهه مادر» دستور می‌دهد تا مرگ را حقیقت گریزناپذیر زندگی قرار دهد. اشاره ضمنی به این است که پیش از این تغییر انسان‌ها ممکن بود به خاطر خشونت، بیماری و یا خواسته خدایان  بمیرند (همانگونه که خود خدایان) اما نه طبیعی و برای سن پیری. از زمان «طوفان» به بعد، مرگ در مسیر زندگی قرار گرفت.

### حماسه گیلگمش
اشاره سرآغاز حماسه به این است که گیلگمش نقشی کلیدی در بر پا کردن نظم پیش از طوفان، پس از «طوفان» داشته است، به خصوص در مورد بازگرداندن آیین‌های خدایان به شکوه پیشین. متن تازه پیدا شده شعر سومری که با عنوان «مرگ بیلگمس» می‌شناسیم، تایید کننده این نتیجه‌گیری است. بیلگمس در بستر مرگ رویایی می‌بیند، در آن خدایان دستاوردهای قهرمانانه‌اش را برای او بازگو می‌کنند. در اینجا نیز ارتباطی بین سفر گیلگمش برای پیدا کردن بازمانده «طوفان» و بازگرداندن زندگی مذهبی وجود دارد. پس دانشی که وی با خود بازمی‌گرداند بیش از دانش فردی است. شاعر لازم ندیده  اشاره بیشتری به آن بکند اما به روشنی گیلگمش عامل دوباره متمدن کردن سرزمین خود بوده است. در این راه او ابزار ائا بوده است (همانند «هفت فرزانه») و این موضوع را نینسون در لوح III پیش‌بینی کرده است. واژگان آغازین حماسه همین ارتباط را برقرار می‌کنند. «دریا» نشان‌دهنده قلمروی ائا است. از این منبع است که گیلگمش حقایقی عمیق را دریافته است که زیربنای جامعه بشری و حکومت هستند.
در شعری که فکر قهرمان آن مشغول به پرهیز از مرگ است، دور از انتظار نیست که شاعر علاقه‌مند به جهان زیرین باشد. شرایط آن جهان بخش زیادی از لوح VII را در بر می‌گیرد. خاکسپاری انکیدو که در بخش پایانی لوح VIII توصیف شده است، الگوی ایدئال به خاک سپردن برگزیدگان بابلی است. لوح الحاقی XII بیشتر درباره سرنوشت اشباح به ما می‌گوید. مقصد نهایی گیلگمش برای هر بابلی شناخته شده است: پس از مرگ به خدای جهان زیرین تبدیل می‌شود و داور اشباح مردگان می‌گردد. در شعر سومری «مرگ بیلگمس» این جایگاه به خاطر الهی بودن مادرش توسط خدایان به او داده می‌شود.
سرنوشت گیلگمش به عنوانی یکی از خدایان جهان زیرین، موضوعی است که در حماسه دریافت می‌شود. وارونه رویداد تمیزی است که حتما هر بابلی فرهیخته‌ای آن را دریافته است؛ قهرمانی که در زندگی نتوانست خدا باشد، با مرگ توانست.

### انکی و اینانا
اسطورهٔ انکی و اینانا داستان چگونگی جشن گرفتن ایزدبانوی جوان معبد اینا در اوروک، به همراه پدرش انکی است.

## نیایش
ائا در مقام خدای خردمندی، دانش و مهارت در میان غیبگویان و جن‌گیران محبوب بود؛ جادو یکی از کارهای خاص او بود. در برخی متون، جن‌گیر برای موفقیت و شهرت بالای تخصصی به او نیایش می‌کند. همراه با دو خدای دیگر، شمش (خدای عدالت) و مردوک (پسر ائا)، به شکلی گروهی در نیایش‌ها و مراسم جادویی فرا خوانده می‌شدند.در اینگونه متن‌ها، مردوک گاهی با نام آسالوهی صدا می‌شد. معمولا تقسیم کار به این شکل بود که ائا طلسم را، مردوک اجرای مؤثر را و شمش نیروهای پالایش را فراهم می‌کنند.

## برای مطالعهٔ بیشتر
- Jacobsen, Thorkild (1976). Treasures of Darkness; A History of Mesopotamian Religion. Yale University Press. ISBN 0-300-02291-3.
- Kramer, S.N.; Maier, J.R. (1989). Myths of Enki, the Crafty God. Oxford University Press. ISBN 0-19-505502-0.
- Galter, H.D. (1983). Der Gott Ea/Enki in der akkadischen Überlieferung: eine Bestandsaufnahme des vorhandenen Materials. Verlag für die Technische Universität Graz. ISBN 3-7041-9018-7.

- شاملو، احمد. گیل‌گمش. نشر چشمه.
- مصاحب، غلامحسین و دیگران. دائرةالمعارف فارسی. مدخل «ائا». ص ۱.